# Brazey-en-Morvan
Brazey-en-Morvan ist eine französische Gemeinde mit 150 Einwohnern (Stand 1. Januar 2022) im Département Côte-d’Or in der Region Bourgogne-Franche-Comté. Sie gehört zum Kanton Arnay-le-Duc und zum Arrondissement Beaune.
Nachbargemeinden sind Liernais im Norden, Censerey im Nordosten, Vianges und Bard-le-Régulier im Osten, Villiers-en-Morvan im Süden und Blanot im Westen.

## Weblinks

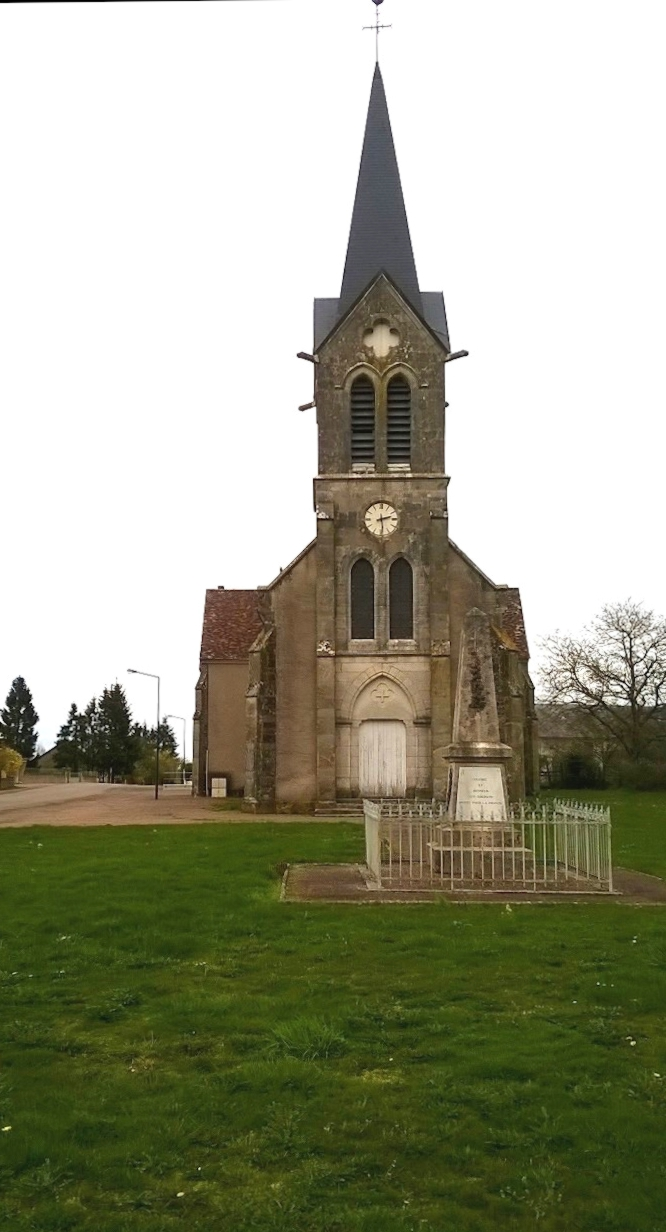
Kirche Saint-Germain

## Bevölkerungsentwicklung
| Jahr                       | 1962 | 1968 | 1975 | 1982 | 1990 | 1999 | 2008 | 2015 |
| -------------------------- | ---- | ---- | ---- | ---- | ---- | ---- | ---- | ---- |
| Einwohner                  | 224  | 225  | 204  | 162  | 158  | 156  | 169  | 138  |
| Quellen: Cassini und INSEE |      |      |      |      |      |      |      |      |